# Amtrak
Национальная железнодорожная пассажирская корпорация (англ. National Railroad Passenger Corporation, учётные марки AMTK, AMTZ), действующая под коммерческим названием «Амтрак» («Amtrak», сокращение от слов «America» и «track») — американская железнодорожная компания, занимающаяся пассажирскими перевозками. Монополист в обслуживании пассажиров, путешествующих на дальние расстояния железнодорожным транспортом. «Амтрак» является государственным предприятием, принадлежащим Правительству США.
В «Амтрак» работают около 20 тыс. человек, общая протяжённость её маршрутов составляет 34 000 км (21 200 миль). Поезда «Амтрак» обслуживают 500 пунктов назначения в 46 штатах США и в трёх провинциях Канады. «Амтрак» является владельцем 1175 км железных дорог, таким образом, бо́льшая часть маршрутов проходит по путям, принадлежащим железнодорожным компаниям, осуществляющим грузовые перевозки.
В 2011 финансовом году «Амтрак» перевезла 30,2 миллиона пассажиров, достигнув рекордного показателя за всю историю корпорации и заработала 2,71 млрд долларов выручки, издержки компании при этом составили 3,95 млрд долларов. Для сравнения: в 2004 году авиакомпании США перевезли на внутренних линиях 712 миллионов пассажиров.

## История

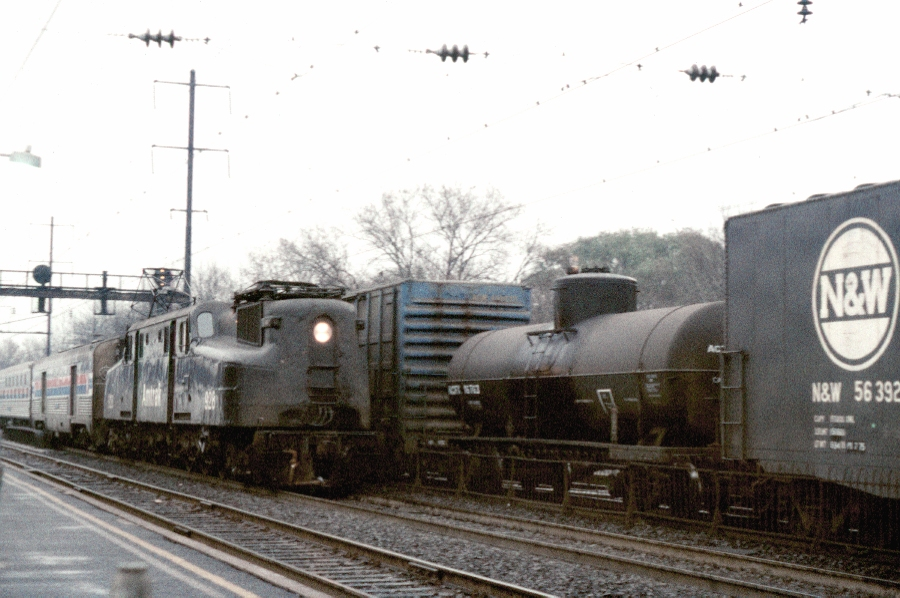
Поезд «Амтрак» в 1975 году

До образования «Амтрак» в 1971 году пассажирские перевозки осуществлялись частными железнодорожными компаниями. Популярность поездов дальнего следования начала падать уже в двадцатых годах. Доходы железнодорожных компаний от пассажироперевозок резко сократились между 1920 и 1934 гг из-за роста
конкуренции со стороны личного автотранспорта. В те же годы дополнительный отток пассажиров вызвало широкое развитие междугородних автобусных перевозок. Несмотря на то, что в середине 30-х годов улучшение качества сервиса и появление ускоренных поездов частично восстановило их популярность, доля железнодорожных
перевозок в суммарном пассажирообороте к 1940 году сократилась до 67 %.
Временным переломом стало начало Второй мировой войны. Необходимость перемещения больших масс войск и ограничения на продажу топлива частным лицам позволили увеличить объём пассажироперевозок железнодорожным транспортом в 6 раз по сравнению с периодом Великой депрессии. После войны железнодорожные компании смогли обновить подвижной состав, заменив изношенные и устаревшие поезда на новые поезда повышенной комфортности, тем самым повысив привлекательность этого вида транспорта для потребителей, но послевоенное оживление оказалось недолгим. Уже к 1946 году количество пассажирских поездов сократилось на 45 % в сравнении с
уровнем конца 1920-х гг., и, несмотря на оптимизм железнодорожных компаний, падение в дальнейшем лишь ускорялось: пассажиров становилось меньше, а с ними исчезали и пассажирские поезда. Очень немногие маршруты приносили прибыль, большая же часть к тому времени стала убыточной. С 1948 года суммарные расходы на пассажирские перевозки неизбежно превышали суммарные доходы железнодорожных компаний, и к середине 1950-х общие убытки превысили 700 млн долл. (более 6 млрд долл. в ценах 2013 года). По мере роста популярности автомобилей и авиации пассажирские железнодорожные перевозки становились всё более убыточными, в результате чего частные компании отказывались от них. В 1965 году в США использовалось только 10000 пассажирских вагонов, по сравнению с 1929 годом количество вагонов снизилось на 85 %.
Для сохранения и развития пассажирского железнодорожного сообщения Правительством США была создана государственная железнодорожная корпорация, получившая название «Амтрак», которая начала свою деятельность 1 мая 1971 года. В её создании участвовало 20 из 26 основных частных железнодорожных компаний. «Амтрак» получила от них подвижной состав. В то же время она не имела своих железнодорожных путей и должна была использовать линии частных железных дорог.

## Критика
По мнению критиков, «Амтрак» коммерчески нерентабельна и не должна субсидироваться правительством. С другой стороны, правительство США косвенно субсидирует конкурентов «Амтрак» — частную авиацию (через дотации аэропортам, которые они получают от Федеральной администрации по авиации) и автоперевозчиков (за счёт субсидий на автомагистрали).

## Услуги

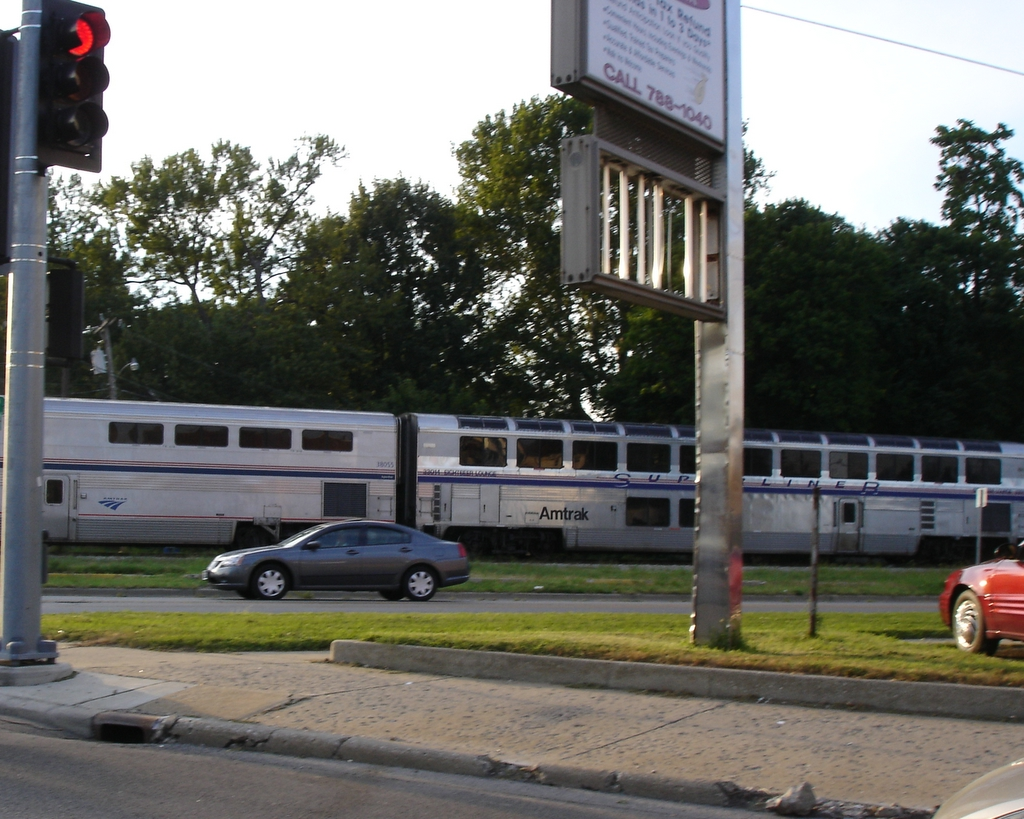
Поезд Texas Eagle в городе Спрингфилд (Иллинойс)

«Амтрак» обслуживает все континентальные штаты, кроме Вайоминга и Южной Дакоты. В данных штатах железные дороги есть, но пассажирского движения на них нет. В штате Аляска есть изолированная Аляскинская железная дорога большой протяжённости. По ней курсируют пассажирские поезда, но они не имеют отношения к «Амтраку». В штате Гавайи железнодорожный транспорт представлен единственной короткой узкоколейкой. К «Амтраку» она также не имеет отношения.
Наиболее загруженное направление «Амтрак» — Северо-Восточный коридор между Вашингтоном и Бостоном. Северо-Восточный коридор электрифицирован, также электрифицирована железная дорога Филадельфия — Гаррисберг (Пенсильвания). На всех остальных маршрутах «Амтрак» использует тепловозную тягу.
Загруженность маршрутов «Амтрак» сильно различается. Если в Северо-Восточном коридоре поезда ходят несколько раз в час, то поезд «Сансет Лимитед» из Лос-Анджелеса в Новый Орлеан ходит всего три раза в неделю.
Все маршруты «Амтрак» имеют собственные имена. Если на маршруте курсирует несколько пар поездов, все они именуются именем маршрута.
Несмотря на рост популярности в последние годы (количество пассажиров «Амтрак» непрерывно растёт с 2002 года), за пределами Северо-восточного коридора компания не играет важной роли в пассажироперевозках. В 2004 году на её долю пришлось всего 0,1 % пассажирских перевозок на дальние расстояния (большую часть составляют поездки на частных автомобилях).
Кроме железных дорог, «Амтрак» эксплуатирует систему автобусных маршрутов, связывающих железнодорожные станции с местностями, не имеющими железной дороги (часто также — имеющими железную дорогу, но не имеющими пассажирского движения на ней).

### Маршруты компании Amtrak (краткая таблица)
| Имя маршрута                  | Маршрут / Путь следования                                                                                                   | Тип вагонов            |
| ----------------------------- | --- | ---------------------- |
| Acela Express                 | Бостон — Нью-Йорк — Вашингтон                                                                                               | Acela                  |
| Adirondack                    | Монреаль — Нью-Йорк (через Олбани)                                                                                          | Amfleet                |
| Amtrak Cascades               | Ванкувер — Юджин (через Портленд и Сиэтл)                                                                                   | Talgo                  |
| Auto Train                    | Лортон (штат Виргиния) — Санфорд (штат Флорида) (только для пассажиров с автомобилями или мотоциклами)                      | Superliner             |
| Blue Water                    | Чикаго — Порт-Гурон |                        |
| California Zephyr             | Чикаго — Эмеривилл (близ Сан-Франциско)                                                                                     |                        |
| Capitol Corridor              | Оберн — Сакраменто — Сан-Хосе (через Окленд)                                                                                |                        |
| Capitol Limited               | Чикаго — Вашингтон (через Кливленд и Питтсбург)                                                                             |                        |
| Cardinal                      | Чикаго — Нью-Йорк (через Индианаполис/Цинциннати/D.C.)                                                                      |                        |
| Carl Sandburg                 | Чикаго — Куинси |                        |
| Carolinian                    | Нью-Йорк — Роли — Шарлотт                                                                                                   | Amfleet                |
| City of New Orleans           | Чикаго — Новый Орлеан |                        |
| Coast Starlight               | Сиэтл — Лос-Анджелес (через Сакраменто/Окленд)                                                                              |                        |
| Crescent                      | Нью-Йорк — Новый Орлеан (через Атланту)                                                                                     |                        |
| Downeaster                    | Портлэнд, штат Мэн — Бостон                                                                                                 |                        |
| Empire Builder                | Чикаго — Портленд/Сиэтл (через Миннеаполис/Сент-Пол)                                                                        |                        |
| Empire Service                | Нью-Йорк — Ниагарский водопад                                                                                               |                        |
| Ethan Allen Express           | Нью-Йорк — Ратленд (через Олбани)                                                                                           |                        |
| Heartland Flyer               | Оклахома-Сити — Форт-Уэрт                                                                                                   |                        |
| Hiawatha                      | Чикаго — Милуоки |                        |
| Hoosier State                 | Чикаго — Индианаполис |                        |
| Illini                        | Чикаго — Карбондейл |                        |
| Illinois Zephyr               | Чикаго — Куинси |                        |
| Keystone Service              | Нью-Йорк — Гаррисберг (через Филадельфию)                                                                                   |                        |
| Lake Shore Limited            | Нью-Йорк / Бостон — Чикаго через штат Нью-Йорк                                                                              |                        |
| Lincoln Service               | Чикаго — Сент-Луис |                        |
| Maple Leaf                    | Нью-Йорк — Торонто | Amfleet Сидячие Вагоны |
| Missouri River Runner         | Сент-Луис — Канзас-Сити |                        |
| New Haven-Springfield Shuttle | Нью-Хейвен — Спрингфилд |                        |

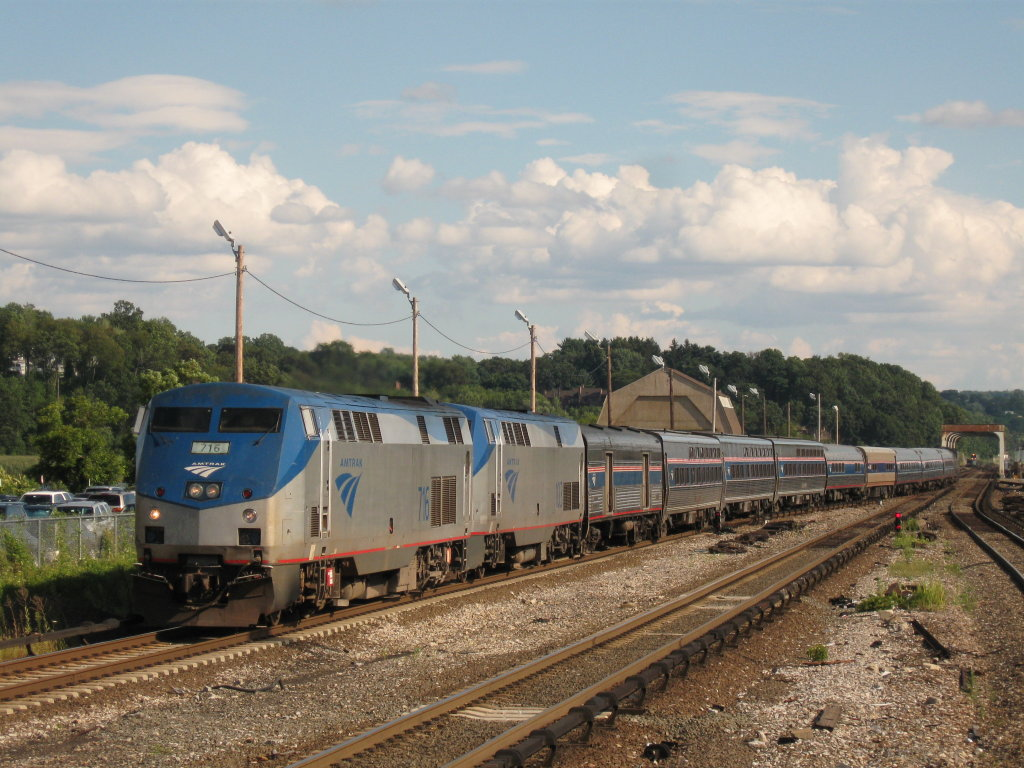
Поезд «Lake Shore Limited» на пути в Чикаго

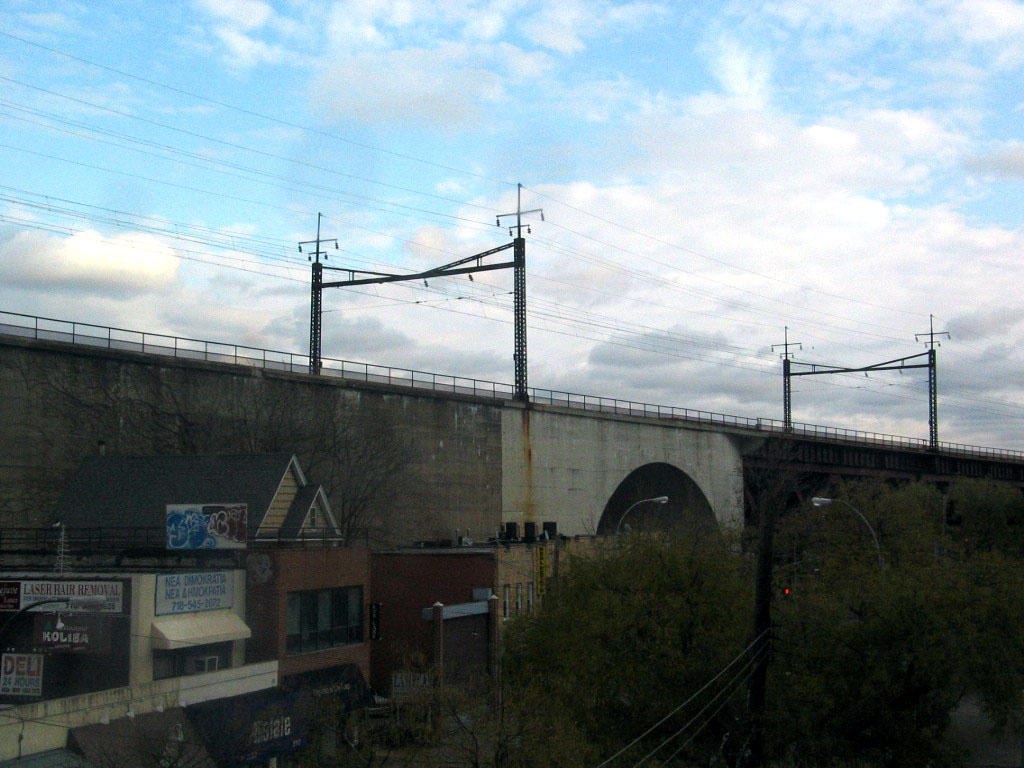
Пути компании «Амтрак» в районе Куинс Нью-Йорка

| Northeast Regional            | Бостон/Спрингфилд — Нью-Йорк — Вашингтон — Ричмонд — Ньюпорт-Ньюс/Норфолк Бостон/Спрингфилд — Нью-Йорк — Вашингтон — Роанок | Amfleet                |
| Pacific Surfliner             | Сан-Луис-Обиспо — Лос-Анджелес — Сан-Диего                                                                                  |                        |
| Palmetto                      | Нью-Йорк — Саванна | Amfleet                |
| Pennsylvanian                 | Нью-Йорк — Питтсбург |                        |
| Pere Marquette                | Гранд-Рапидс — Чикаго |                        |
| Piedmont                      | Роли — Шарлотт | Amfleet                |
| Saluki                        | Чикаго — Карбондейл |                        |
| San Joaquins                  | Бейкерсфилд — Окленд |                        |
| Silver Meteor                 | Нью-Йорк — Файеттвилл — Майами                                                                                              | Amfleet, Viewliner     |
| Silver Star                   | Нью-Йорк — Роли — Майами | Amfleet, Viewliner     |
| Southwest Chief               | Чикаго — Лос-Анджелес |                        |
| Sunset Limited                | Лос-Анджелес — Новый Орлеан                                                                                                 |                        |
| Texas Eagle                   | Чикаго — Лос-Анджелес (через штат Техас, города Сан-Антонио и Даллас)                                                       |                        |
| Vermonter                     | Вашингтон — Сент-Олбанс |                        |
| Wolverine                     | Чикаго — Понтиак |                        |

## Подвижной состав компании Amtrak
- Тепловозы
  - GE P40DC (AMD103) (Genesis)
  - GE P42DC (Genesis)

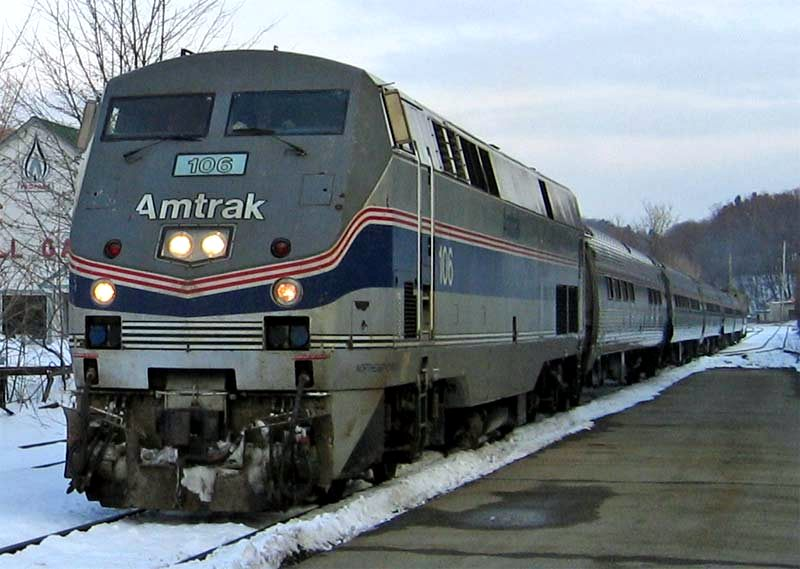
Тепловоз Genesis

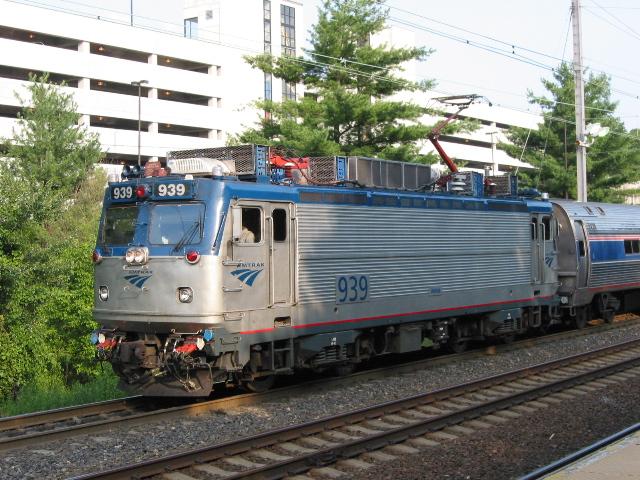
Электровоз AEM-7

  - ALC-42 — новейшие тепловозы от компании Siemens, работающие в т.ч. от Вашингтона до Майами (Пальметто и Сильвер сервисы). Поставляются с 2022 года.
  - GE P32-8WH (Dash 8)
  - EMD F59PHI (работают в Калифорнии)
- Электровозы
  - Bombardier Transportation HHP-8
  - EMD / ASEA AEM-7
  - GE P32AC-DM — тепловозы с электропередачей и возможностью работать от третьего рельса.
  - ACS-64 — новейшие электровозы от компании Siemens, работающие на Северо-Восточном коридоре. Поставляются с 2014 года.
  - Acela Express

### Пассажирские вагоны Амтрака
На сегодняшний день в компании имеются 2142 вагона, из которых 168 спальных, 760 сидячих, 126 вагонов бизнес-класса, 66 служебных, 225 вагонов-клубов/кафе, 1 обзорный и 92 вагона-ресторана. На маршрутах, которые обслуживают западную часть США, в основном используются двухэтажные вагоны «суперлайнер». Они могут быть и сидячими, и спальными, и ресторанами, и другими. Эти вагоны используются и на некоторых восточных маршрутах, но чаще здесь применяются одноэтажные вагоны «Амфлит» бочковатого вида. Они также имеют различную компоновку. Наряду со спальными вагонами «Вьюлайнер», которые выше, чем «Амфлит», на востоке страны невозможно использовать двухэтажные вагоны из-за наличия туннелей и высоты подвески контактной сети на трассе «Северо-восточный коридор» (Бостон — Нью-Йорк — Вашингтон).

### Унаследовано с других железных дорог
- EMD E9
- EMD E8
- EMD FP7
- EMD F7
- EMD F3B

## Пассажирские платформы Амтрака
На железных дорогах США платформы разделяются по высоте на высокие и низкие. Высокие платформы преимущественно стоят на Северо-восточном коридоре компании и пригородной зоне Чикаго.